# منتخب بلجيكا لكرة الصالات
منتخب بلجيكا الوطني لكرة قدم الصالات (بالفرنسية: Équipe de Belgique de futsal FIFA)‏ هو ممثل بلجيكا الرسمي في المنافسات الدولية في كرة الصالات .